# Antímaco I
Antímaco I Theos (griego: Ἀντίμαχος Α΄ ὁ Θεός; conocido como Antimakha en fuentes indias) fue uno de los reyes grecobactrianos, generalmente fechados alrededor 185 a. C. a 170 a. C..

## Gobierno
Tarn y el numismático Robert Senior sitúan a Antímaco como miembro de la dinastía Eutidémida, y probablemente como hijo de Eutidemo I y hermano de Demetrio I de Bactriana. Otros historiadores, como Narain, le colocan como independiente de la autoridad Eutidémica, y probablemente como un vástago relacionado con la dinastía Diodótida. Fue rey de una área que cubre partes de Bactriana y probablemente también de Aracosia, en el sur del territorio que actualmente corresponde a Afganistán. Antímaco I fue derrotado durante su resistencia al usurpador Eucrátides I, o bien su territorio principal fue absorbido por este último a su muerte.

## Monedas de Antímaco I

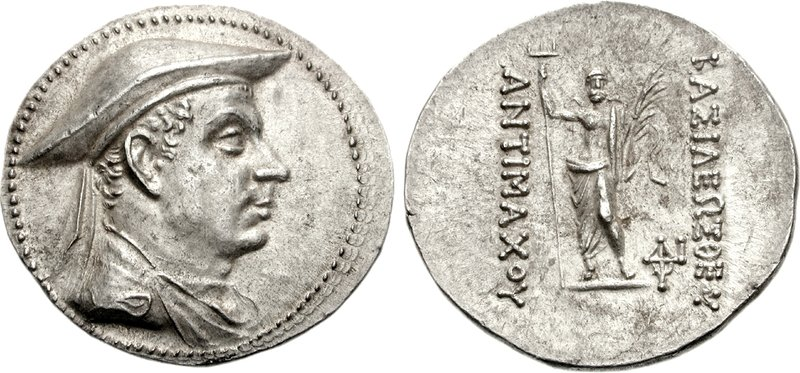
Moneda de plata de Antímaco I (171–160 a. C.).
Anv: Busto de Antímaco I.
Rev: Representación de Poseidon, con la leyenda griega BASILEOS THEOU ANTIMACHOU "del rey-dios Antímaco".

Antímaco I emitió numerosas monedas de plata del modelo ático, con su propia imagen, tocado con un sombrero macedonio causia, y en el reverso, Poseidón con su tridente. Poseidón es el dios del océano y de los grandes ríos - algunos eruditos han visto aquí una referencia a las provincias alrededor del río Indo, donde Antímaco pudo haber sido gobernador  - pero también el protector de caballos, que era quizás una función más importante en el interior de Bactriana.
En su acuñación, Antímaco se llamó Theos, "el dios", una primicia en el mundo helenístico. Igual que su colega Agatocles,  emitió acuñaciones conmemorativas, en su caso, tetradracmas de plata honrando a Eutidemo I, también llamado "el dios", y Diodoto I, llamado Salvador". Esto indica que Antímaco podría haber sido instrumental en la creación de un culto estatal real.
Antímaco I también emitió bronces redondos con un elefante en el anverso, y un reverso mostrando a la diosa griega de la victoria, la Niké, sosteniendo un ramo de flores. El elefante podría ser un símbolo budista. Estas monedas recuerdan las de Demetrio I de Bactriana, así como las de Apolodoto I.